# 圆盾猪笼草
圆盾猪笼草（学名：Nepenthes clipeata），又称盾叶猪笼草，是婆罗洲西加里曼丹黑山特有的热带食虫植物。其生长于近乎垂直的花岗岩壁上，海拔约600米至800米。其种加词“clipeata”来源于拉丁文“clipeus”，意为“圆盾形”，是指其叶片的形状。
圆盾猪笼草是猪笼草属中极其濒危的物种之一。1995年发现仅存在15棵野生植株。

## 植物学史
1894年1月30日至2月13日，约翰内斯·戈特弗里德·哈利尔先后5次登顶黑山，并首次采集到了圆盾猪笼草。他将该发现发表于B·H·丹瑟1928年的专著《荷属东印度群岛的猪笼草科植物》中：
|  | 在再次爬过一个长满芒箕的陡坡之后，一个陡峭的岩壁出现在眼前。光滑的水磨石完全看不出任何结构上的变化，反复整座山是由一块巨大的岩石构成的。岩壁的底部架设了约45米高的陡峭藤梯；但其只位于岩壁的底部，而中部和顶部都是赤裸的岩石……藤梯的中部具一小块腐殖土，仅能供一个人站立及休息片刻。也就是在这，藤梯的顶部生长着一个具有非常巨大捕虫笼的猪笼草。捕虫笼的基部膨大呈壶状。因此，其一方面可以储存大量的水，另一方面相对窄小的笼肩又可以防止落入笼内的昆虫逃出。（翻译自荷兰语和德语，见于《婆罗洲的猪笼草》） |

## 形态特征
圆盾猪笼草最大的特点是其圆盾形的叶片，即其笼蔓是从距叶片末端一定距离的叶片背面穿出，而非从圆盾形叶尖伸出。其捕虫笼体型较大，可高达30厘米。捕虫笼基部为球形，上部为漏斗形。圆盾猪笼草的捕虫笼只有一种形态，且茎没有攀爬的能力，最多仅可长达2米。其花序较小，长度很少超过25厘米。植株的所有部分都披被着棕色的长毛。
B·H·丹瑟在他的专著中这样写道：
|  | 圆盾猪笼草是猪笼草属中最特别且最引人注目的物种之一。特别是它接近圆形的厚实叶片，从距叶片末端一段距离伸出的不卷曲的粗短笼蔓，及无笼翼的捕虫笼和拱形的笼盖，都非常的特殊。类似的特殊叶片形态，仅出现于菲律宾特有的宝特猪笼草身上。目前还不知道圆盾猪笼草是以什么方式生长的。以下是我觉得有可能的情况。圆盾猪笼草不会攀爬。短而健壮的茎、叶柄和笼蔓证明，该物种存在于开阔的地区。但我无法想象当叶片水平展开时，捕虫笼是以什么方式出现的。因此，我认为这种植物生长于黑山垂直的岩壁，且其叶片垂直，捕虫笼位于叶片的后方。但是，圆盾猪笼草应该不可能只长在岩壁上，但目前尚未清楚，或许它还生长于其他地方。 |

尚未有关于圆盾猪笼草的变型或变种的描述。

## 保护状况
20世纪80年代起，植物采集者开始频繁造访黑山，对圆盾猪笼草野外种群造成了巨大压力。当地向导也开始采集生长在他们村庄附近的圆盾猪笼草，尤其是那些生长在山脚下的。但大部分的植株都无法存活，从而导致需要采集更多植株来替代它们。此外，1997年至1998年因厄尔尼诺现象造成的干旱和森林大火，又给圆盾猪笼草的原生地造成了更大的破坏。这些因素导致圆盾猪笼草在黑山的数量大幅度减少。1995年，圆盾猪笼草被认为在野外仅存在约15株，而到2001年，查尔斯·克拉克给出了更低的估计，约为2至6株。不过，2010年的一项研究显示，在黑山海拔749至874米处共发现了260株圆盾猪笼草，其分散于黑山45个地点。该研究的作者指出，几乎所有观察到的植株都生长于人迹罕至的崖壁上。所观察到的开花植株中，大部分都为雄性。
圆盾猪笼草已正式列入《瀕危野生動植物種國際貿易公約》附录Ⅱ中，自然保护联盟将其保护状况从数据缺乏更改为极危。圆盾猪笼草被认为在野外长期生存的希望渺茫。国际食虫植物协会已经设立了圆盾猪笼草幸存计划（The Nepenthes clipeata Survival Project），以对其进行迁地保护。目前只有三到四个售卖圆盾猪笼草的商家具有合法种源。
2010年，珍稀猪笼草采集（Rare Nepenthes Collection）项目成立，以保护4种极其濒危的猪笼草属物种：马兜铃猪笼草（N. aristolochioides）、圆盾猪笼草、印度猪笼草（N. khasiana）和硬叶猪笼草（N. rigidifolia）。
伊尔万·洛瓦迪（Irwan Lovadi）2010年2月倡议，拉福德小额基金（The Rufford Small Grants Foundation）出资。2011年10月，在伊尔万·洛瓦迪和拉福德基金的支持下开始了对圆盾猪笼草的就地保护项目。

## 自然杂交种
已发现了以下关于圆盾猪笼草的自然杂交种：
- N. albomarginata × N. clipeata[9]
- N. clipeata × N. rafflesiana[6]
- N. clipeata × N. reinwardtiana[9]

## 扩展阅读
- 圆盾猪笼草幸存计划
- 食虫植物照片搜寻引擎中圆盾猪笼草的照片（页面存档备份，存于）

 维基共享资源上的相關多媒體資源：圆盾猪笼草
 維基物種上的相關：圆盾猪笼草